# Aviron Bayonnais
Aviron Bayonnais (AB, bask. Baionako Arrauna) – francuski klub rugby union z Bajonny, miasta w baskijskim regionie Labourd. Drużyna występuje w drugiej klasie rozgrywkowej we Francji, Pro D2.
Klub został założony 14 września 1904 r., zaś największe sukcesy odnisił w okresie międzywojennym. Obecnie swoje mecze rozgrywa na wzniesionym w latach 30. 17-tysięcznym Stade Jean-Dauger.
Maskotką zespołu jest tradycyjny baskijski kuc pottoka. 

## Osiągnięcia
Do najważniejszych sukcesów klubu zaliczyć należy trzykrotne zdobycie tytułu mistrza Francji.
- Mistrzostwa Francji
  - Zwycięzca (3): 1913, 1934, 1943
  - Finalista (4): 1922, 1923, 1944, 1982
- Pro D2
  - Zwycięzca (1): 2004
- Challenge Yves du Manoir
  - Zwycięzca (2): 1936, 1980
- Coupe de l'Espérance
  - Finalista (1): 1919

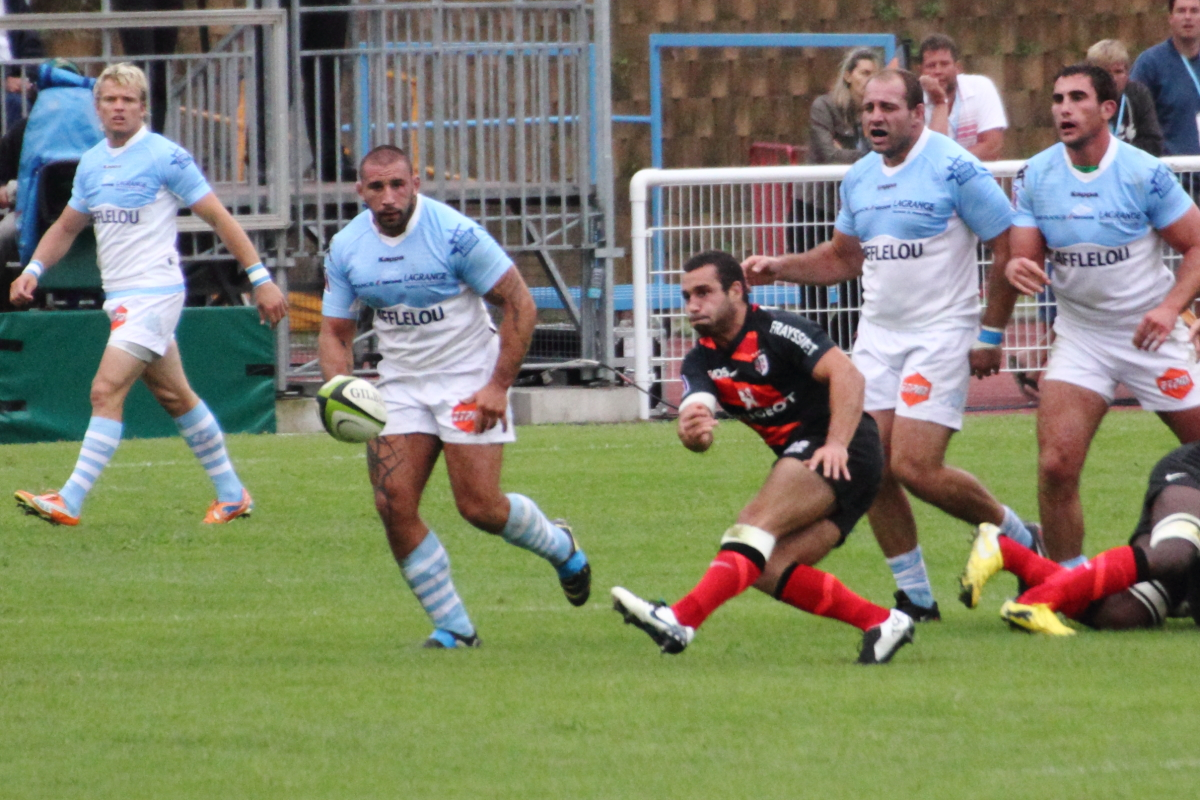
Mecz Stade Toulousain i Aviron Bayonnais
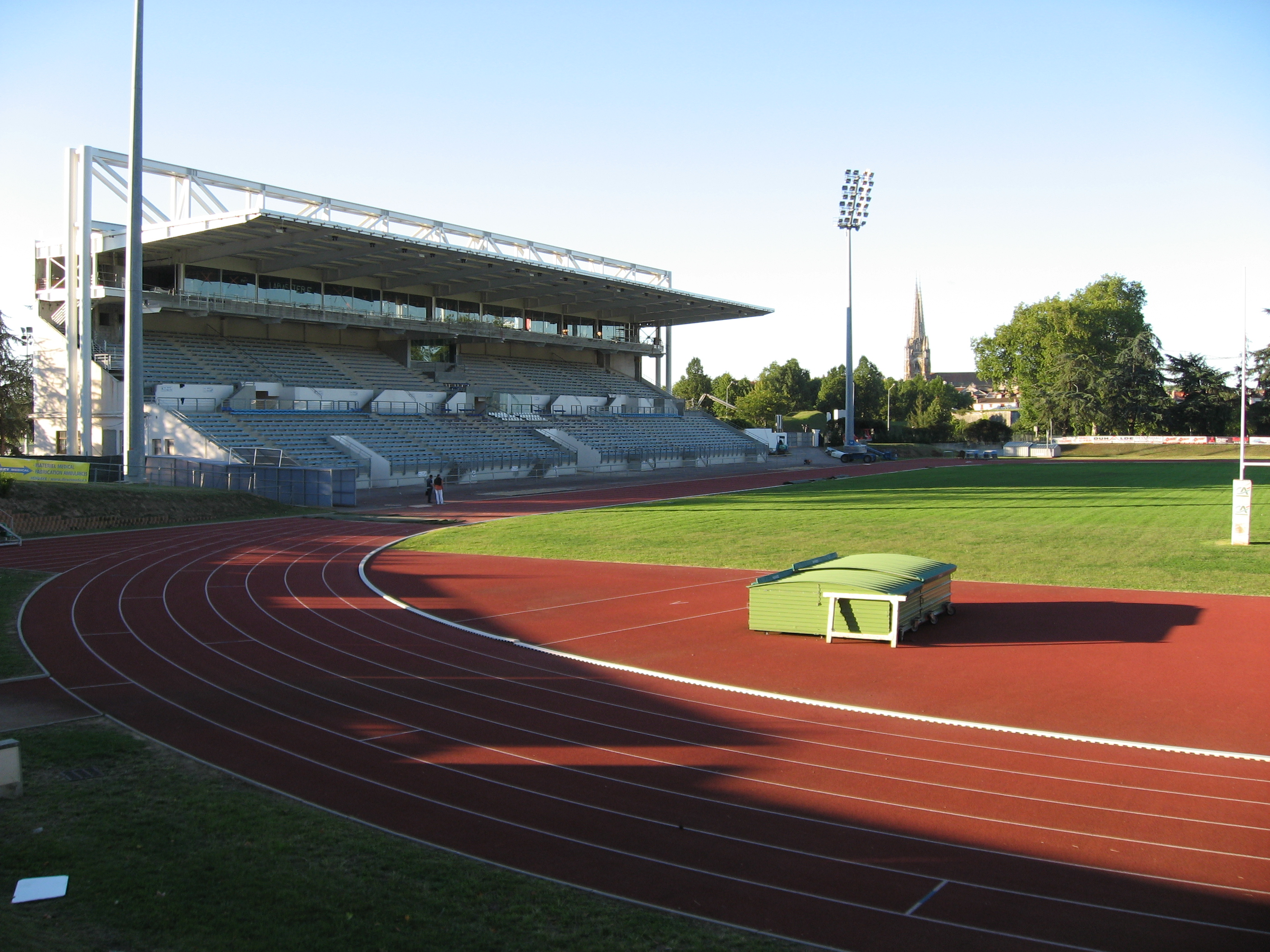
Stade Jean-Dauger
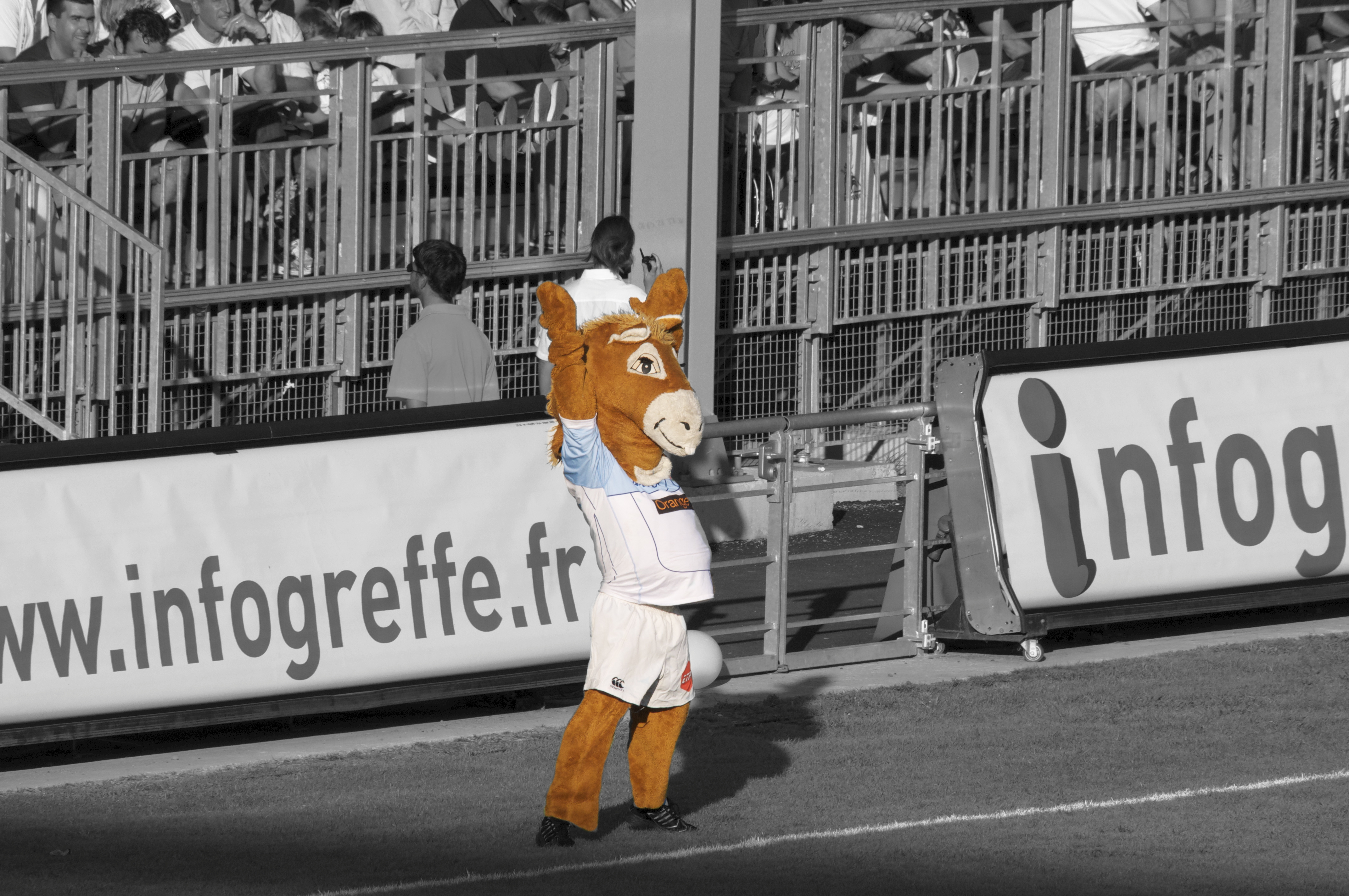
Pottoka